# Obeza septentrionalis
Obeza septentrionalis is een vliesvleugelig insect uit de familie Eucharitidae. De wetenschappelijke naam is voor het eerst geldig gepubliceerd in 1907 door Brues.